# Bátori R. Ella
Bátori R. Ella, Radóné (Berettyóújfalu, 1906. október 29. – ?) magyar író.

## Életútja
Középiskolát Nagyváradon végzett. Szabad versei, prózai írásai hazai lapokban és antológiákban jelentek meg, verskötete: A Ma asszonya (Nagyvárad, 1934).